# Hemizonella
Hemizonella là một chi thực vật có hoa trong họ Cúc (Asteraceae).

## Loài
Chi Hemizonella gồm các loài: